# Балдуин I (Фландрия)
Балдуин I Желязната ръка (на нидерландски: Boudewijn I met de IJzeren Arm) е франкски военачалник. Той става първият наследствен граф на Фландрия като васал на Западнофранкското кралство и основател на фамилията Дом Фландрия.

## Биография
Повечето сведения за живота на Балдуин идват от по-късни източници и достоверността на някои от тях е спорна. Роден в началото на 9 век, традиционно той е смятан за син на Одакар III, маркграф на гау Фландрия, малка област на брега на Северно море с център Брюге. Днес връзката между двамата най-често е отхвърляна като по-късна фалшификация.
Изглежда след смъртта на Одакар през 837 година Балдуин става форестарий на гау Фландрия. През 841 година той участва в битката при Фонтене на страната на император Лотар I, който е победен от братята си Лудвиг Германски и Карл Плешиви.
Като форестарий на гау Фландрия Балдуин води активна борба с норманите, опустошаващи от началото на века крайбрежието на Северно море. Едър и енергичен воин, той си спечелва прозвището „Желязната ръка“. Според легендата, Балдуин за пръв път привлича вниманието на Карл Плешиви, след като по време на лов успява да убие сам мечка.
По време на свой престой в кралския двор в Санлис около 862 година той заминава с кралската дъщеря Юдит. Макар и да не е навършила 20 години, Юдит вече е вдовица на двама англосаксонски крале на Уесекс – Етелулф и неговия син Етелбалд. Заминаването на Балдуин и Юдит става без разрешението на крал Карл Плешиви, но изглежда със знанието и съдействието на неговия син Людовик Пелтека. Карл изпраща писма до Рорик Ютландски във Фризия и епископ Хунгер в Утрехт с искане двойката да бъде заловена и върната при него.
След като се женят тайно в Харелбеке Балдуин и Юдит намират убежище при император Лудвиг II. В същото време Людовик Пелтека е принуден да избяга в Бретан. Карл Плешиви организира събрание на група епископи в Соасон, което отлъчва Балдуин и Юдит от църквата. Научавайки за това, те заминават за Рим, където папа Николай I ги помилва и връща обратно в лоното на църквата. Под натиска на папата Карл Плешиви е принуден да се примири с положението. През 862 или 863 година бракът е потвърден официално на церемония в Оксер, на която кралят не присъства.
Въпреки конфликта помежду им, Карл Плешиви оценява решителните действия на Балдуин срещу норманите в управлявания от него гау Фландрия и около 870 година му предава управлението на цялата марка Фландрия, включваща няколко гау и обхващаща приблизително територията на бъдещото наследствено графство – между река Схелде и Северно море. Така Балдуин става последният служебен граф в Белгика Секунда. След смъртта на Карл Плешиви през 877 година длъжността става наследствена и се предава сред потомците на Балдуин до края на 13 век с кратко прекъсване през 1119 – 1191 година. Преки васали на кралете на Франция, по-късно графовете на Фландрия стават едни от шестте първоначални светски перове на Франция.
Начело на Графство Фландрия Балдуин укрепва Арас, Гент и своята столица Брюге, където според легендата основава на мястото на по-стар параклис, посветен на Богородица, църквата „Свети Донат“, в която са пренесени мощите на светеца, осми епископ на Реймс. През 870 година той основава женски бенедиктински манастир във Вьорне, където са поставени мощите на саксонската светица Валбурга. През 877 година Балдуин подкрепя Людовик Пелтека при наследяването на трона на Карл Плешиви.
Балдуин Желязната ръка умира през 879 година в Ситию (днес Сент Омер), където малко по-рано е положил монашески обет в абатството „Свети Бертан“. Той е погребан в абатството, а сърцето и вътрешностите му са пренесени в църквата „Свети Петър“ в Гент.

## Потомство
Със сигурност са известни 4 деца на Балдуин от Юдит:
- Карл (ок. 864 – починал в ранна възраст)
- Балдуин (ок. 865 – 918), наследник на графство Фландрия
- Родулф (ок. 869 – 896), граф на Вермандоа от 895 година до смъртта си
- Дъщеря с неизвестно име, чийто син е споменат във връзка със смъртта на Рудолф

Понякога като дъщеря на Балдуин и Юдит е сочена Гунхилда, съпругата на графа на Барселона Гифре Космати, но сведенията за това са недостоверни.